# Morgai
En el universo imaginario de J. R. R. Tolkien y en la novela El Señor de los Anillos, Morgai es la cordillera interior de Mordor que corre paralela al brazo norte-sur de las Ephel Dúath y por las laderas del este de la Gran Cordillera. Estaban separadas por un profundo valle entre montañas que se extendía, prácticamente hasta el brazo de las Montañas de la Sombra que cerraba Cirith Gorgor.
De menor altura que su paralela, estaba surcada por quebradas y colinas anfractuosas. La mayoría de sus picos estaban truncos, producto de la erosión de los fuertes vientos que surcaban la planicie de Gorgoroth. En ninguna de sus laderas nacían ríos o arroyos, por lo que estaba despoblada totalmente de vegetación.